# Славко Кватерник
Славко Кватерник е хърватски политик и офицер.

## Биография
Роден е през 1878 г. в Загреб. По време на Първата световна война служи в австро-унгарската армия и е отличен с железен кръст първа степен. Към края на 1918 г. Кватерник е начело на хърватските части, които прогонват унгарските войски от Меджимурска жупания. Служи в сърбо-хървато-словенската армия и се пенсионира през 1921 г. с чин полковник. В периода след 1921 г. Кватерник се ангажира политически с движението на усташите. През 1934 – 1935 г. е интерниран в Черна гора.
След нахлуването на Вермахта в Кралство Югославия провъзгласява на 10 април 1941 г. в Загреб т.нар. Независима хърватска държава. Поради неразбирателството си с Анте Павелич скоро Кватерник напуска НХД и се установява в Австрия.
На 12 юли 1945 г. след Втората световна война е арестуван от американските окупационни власти в Австрия, предаден на Титова Югославия и осъден там на смърт. Информацията за датата, на която Кватерник е екзекутиран, е противоречива: 7 или 13 юни 1947 г.